# Günther Enescu
Günther Enescu (ur. 25 listopada 1955 w Baznie) – były rumuński siatkarz, medalista igrzysk olimpijskich.

## Życiorys
Enescu był w składzie reprezentacji Rumunii podczas igrzysk olimpijskich 1980 w Moskwie. Jego reprezentacja zdobyła brązowy medal.